# Cheiraster niasicus
Cheiraster niasicus är en sjöstjärneart som beskrevs av Ludwig 1910. Cheiraster niasicus ingår i släktet Cheiraster och familjen nålsjöstjärnor. Inga underarter finns listade i Catalogue of Life.